# Bron-Y-Aur Stomp
 (février 2017).
 (février 2017).
Pistes de Led Zeppelin III
That's the Way
(8) Hats Off to (Roy) Harper
(10)
Bron-Y-Aur Stomp est le 9ème titre du troisième album du groupe de rock britannique Led Zeppelin, Led Zeppelin III, enregistré en 1970.

## Historique
Jimmy Page et Robert Plant ont composé cette chanson en 1970, dans un petit cottage du Pays de Galles nommé Bron-Yr-Aur. Ils s'y reposaient après une tournée exténuante à travers l’Amérique du Nord,. La même année, elle fut enregistrée à Headley Grange, par l’intermédiaire d’un studio mobile ayant appartenu aux Rolling Stones. Elle fut terminée à Island, un studio londonien, en même temps qu'à l’Ardent Studios de Memphis, dans le Tennessee.
Sur l’enregistrement, John Bonham, le batteur, joue des petites cuillères et des castagnettes. John Paul Jones, le bassiste, joue avec une basse à cinq cordes sans frettes. Quant à Jimmy Page, sa Martin D-28 de 1971 est, sur cette chanson, accordée en open D avec un capodastre à la 3e frette.
Led Zeppelin s'inspira de l'instrumental traditionnel "the Waggonner's Lad" et enregistra cette chanson à la façon d’un morceau blues rock instrumental. Nommée Jennings Farm Blues, elle fit plus tard partie des performances inédites du groupe. Jennings Farm est le nom de la propriété où la famille Plant demeurait au début des années 1970, et la chanson raconte le lien entre Robert Plant et son chien.

## Origine du nom
Bron-Yr-Aur signifie « collines dorées » ou « collines d’or » en gallois, comme un flanc de coteau plein d’or. Il se prononce [ˈbrɔn ər ˈaɪr]. La maison n’avait ni électricité, ni eau courante : le changement de lieu inspira de nombreuses chansons de l’album, y compris Bron-Yr-Aur Stomp.
Lors de la première impression, le titre de la chanson fut mal orthographié, on pouvait lire Bron-y-Aur Stomp. Cette erreur fait la différence avec une autre chanson du groupe, Bron-Yr-Aur, morceau instrumental de deux minutes figurant sur leur dernier album Physical Graffiti. En 2003, le nom de la chanson figure correctement sur la quatrième de couverture du livret et sur le menu du DVD, bien que les traits d’union n’apparaissaient pas : Bron Yr Aur Stomp. Sur l’album live How the West was won, elle est titrée « Bron-Yr-Aur Stomp ».

## Performances live
Cette chanson apparait souvent dans les sets acoustiques des tournées anglaises et européennes de 1971 à 1973. Quand le groupe l'interprétait durant ses concerts, John Paul Jones jouait de la contrebasse et Bonham chantait en harmonie avec Plant (s’arrêtant toujours au milieu du troisième couplet). On peut l'entendre dans le concert filmé du Earls Court de mai 1975, enregistré sur le Led Zeppelin DVD. Dans leur tournée de 1977 à travers l’Amérique du Nord, un mélange entre Black Country Woman et Bron Yr Aur Stomp fut réalisé. Lors d’un spectacle californien (27 juin 1977, LA Forum), Dancing Days est jouée dans un mélange acoustique. Dans certaines représentations, c’est Page qui chante avec Plant, au lieu de Bonham (à Seattle en 1977, par exemple).

## Singles
- 1970 7" single (Italy: Atlantic ATL NP 03174) A. Bron-Y-Aur Stomp (Jones, Page, Plant) 4:16 B. Immigrant Song (Page, Plant) 2:25
- 1970 7" single (Holland: Atlantic ATL 2019030) A. Bron-Y-Aur Stomp (Jones, Page, Plant) 4:16 B. Out on the Tiles (Bonham, Page, Plant) 4:07

## Artistes
- Robert Plant : chant
- Jimmy Page : guitare acoustique
- John Paul Jones : contrebasse
- John Henry Bonham, dit "Bonzo" : batterie, cuillère, castagnettes

## Versions
- 1999 : Interior Rides (The String Quartet Tribute to Led Zeppelin)
- 2003 : Various artists (A Bluegrass Tribute: Pickin' on Led Zeppelin, Volume II)
- 2005 : Coheed and Cambria (Good Apollo, I'm Burning Star IV, Volume One: From Fear Through the Eyes of Madness [bonus track])
- 2005 : Hampton String Quartet (Take No Prisoners!)
- 2005 : Iron Horse (Whole Lotta Bluegrass: A Bluegrass Tribute to Led Zeppelin)
- 2007 : The Boys from County Nashville (The Celtic Tribute to Led Zeppelin: Long Ago and Far Away)
- 2007 : Carbon Leaf (iCovers 1.4 EP)
- 2008 : Roland Chadwick (Freedom Dreamer)
- 2009 : Jon and Roy (Holiday Special; Victoria, Canada)
- 2010 : Afro-Zep (Afro-Zep I)

## Sources
- The Complete Guide to the Music of Led Zeppelin, Dave Lewis (2004) (ISBN 0-7119-3528-9)

- Led Zeppelin: Dazed and Confused: The Stories Behind Every Song, Chris Welch (1998) (ISBN 1-56025-818-7)

## Liens
ASCAP entry